# Anisodactylus pitychrous
Anisodactylus pitychrous es una especie de escarabajo de tierra del género Anisodactylus, categorizada en la tribu Harpalini, de la subfamilia Harpalinae.

## Distribución
Se distribuye por América del Norte: Estados Unidos y Canadá.

## Taxonomía
Fue descrita por LeConte en 1861.
Tratamiento taxonómico
La especie aparece registrada y publicada en New species of Coleoptera inhabiting the Pacific district of the United States. -. Proceedings of the Academy of Natural Sciences of Philadelphia, [13]: 338-359. (1861).